# Erythrodemus echinopogon
Erythrodemus echinopogon är en mångfotingart som beskrevs av Johns 1970. Erythrodemus echinopogon ingår i släktet Erythrodemus och familjen Dalodesmidae. Inga underarter finns listade i Catalogue of Life.